# 朗格龙角
郎格龍角（羅馬化：Mys Lanzheron）是一個位於敖德萨湾中部的一个海岬。該海角位于敖德薩的市中心。以路易·亚历山大·安德罗·朗格隆伯爵命名，他的夏宫、舍甫琴科公園和朗格龍海灘就位于該處附近。